# Аркатово (Липецкая область)
Аркатово —  деревня в Елецком районе Липецкой области России. Входит в состав Сокольского сельсовета.

## География
Аркатово находится южнее железнодорожной станции 212 км.
Через деревню проходят просёлочная и автомобильная дороги, имеется одна улица — Школьная.

## История
В июле 1984 года переведена из Большеизвальского сельсовета того же района в состав Сокольского сельсовета.

## Население
| 2010 |
| ---- |
| 82   |

## Инфраструктура
Личное подсобное хозяйство с зоной сельскохозяйственного использования, индивидуальная застройка усадебного типа.

## Транспорт
Автобусное сообщение с райцентром городом Елец.  Остановка общественного транспорта «Аркатово». 